# Aquilegia cottia
Aquilegia cottia là một loài thực vật có hoa trong họ Mao lương. Loài này được Beyer mô tả khoa học đầu tiên năm 1912 publ. 1913.